# Константин I (царь Грузии)
Константин I (груз. კონსტანტინე I; 1369—1411) — царь Грузии (1407—1411). Сын царя Баграта V Великого и Анны. Наследовал брату Георгию VII. Из династии Багратионов.

## Правление
Константин был старшим сыном царя Баграта V от его второй жены Анны, старшей дочери императора Трапезундской империи Алексея III.
В 1400 году принц Константин был отправлен послом к Тамерлану, который в течение многих лет вел беспощадную войну против Грузии. После этого Константин тщетно пытался уговорить своего брата царя Георгия VII помириться с Тимуром.
В 1407 году, после смерти Георгия VII, трон занял Константин, который начал программу восстановления того, что было разрушено во время военных кампаний Тимура. К 1411 году он вступил в союз с Ширваншахом Ибрагимом I и правителем Шеки Сейид Ахмедом, чтобы противостоять экспансии на Кавказ тюркских племен Кара-Коюнлу. В решающей битве при Чалагане (декабрь 1412 года) союзники были разгромлены, а Константин I, его сводный брат Давид и Ширваншах Ибрагим I были взяты в плен. В плену Константин вел себя довольно высокомерно, и разъяренный Кара Юсуф приказал казнить царя Константина, принца Давида и 300 грузинских дворян. При этом сын Кара Юсуфа — принц Пирбудаг собственноручно казнил Константина. После поражения союзников в битве при Чалагане Ибрагим I был вынужден выплатить Кара-Коюнлу контрибуцию и признать зависимость от него Ширвана.

## Семья Константина I
Был женат на Натии, дочери амиреджиба Куцны Габелисдзе. В браке родились:
- Александр — царь Грузии (1412—1442);
- Баграт (царевич) — «провинциальный царь»;
- Георгий (царевич) — «провинциальный царь», отец Баграта VI.